# White Noise (groupe)
Pour les articles homonymes, voir White Noise.
White Noise est un groupe de musique électronique expérimental anglais, formé à Londres en 1968.

## Biographie
À la suite d'une conférence de Delia Derbyshire, ingénieure du son au BBC Radiophonic Workshop, David Vorhaus propose à deux anciens membres du projet de musique électronique Unit Delta Plus, Brian Hodgson et Delia Derbyshire, de le suivre dans le projet White Noise.

### An Electric Storm
En juin 1969, White Noise sort sur Island Records l'album An Electric Storm. Bien qu'il ne s'agisse pas initialement d'un succès commercial pour Island, l'album est aujourd'hui considéré comme un disque important et influent dans le développement de la musique électronique. On y découvre une variété de techniques de manipulation de bandes et on peut y entendre le premier synthétiseur britannique, l'EMS Synthi VCS3. Parmi de nombreuses bizarreries, le premier morceau de l'album, Love Without Sound, utilise aussi des montages accélérés d'enregistrements de Vorhaus jouant de la contrebasse transformés de manière à créer des sons de violon et de violoncelle.
Ce disque, qui fait aujourd'hui l'objet de nombreuses rééditions, a inspiré des artistes contemporains comme The Orb et Julian Cope, et influencé des groupes contemporains tels que Broadcast, Add N to (X) ou Secret Chiefs 3. Peter Kember de Spacemen 3 inclut notamment le morceau Firebird dans sa compilation Spacelines parue en 2004. Chris Carter, de Throbbing Gristle, le décrit comme «le disque électronique le plus révolutionnaire et pourtant totalement sous-estimé du 20e siècle».

### White Noise II-III-IV-V
Après le départ de Derbyshire et Hodgson vers d'autres projets, Vorhaus sort le très instrumental White Noise II - Concerto for Synthetizer sur Virgin Records enregistré dans son propre studio à Camden, au nord de Londres en 1974. On y retrouve les sonorités du EMS VCS 3, ainsi que des prototypes de séquenceurs.
Un troisième album, White Noise III - Re-Entry sort chez Pulse Records en 1980. Suivi de deux autres albums: White Noise IV - Inferno, plus atmosphérique (AMP Music, 1990) et le White Noise V - Sound Mind (AMP Music, 2000), que Vorhaus qualifiera de dark ambient.

## Membres

### Actuels
- David Vorhaus (depuis 1968)
- Mike Painter (depuis 2011)

### Passés
- Delia Derbyshire (1968-1969)
- Brian Hodgson (1968-1969)
- Paul Lytton (1968-1969)
- John Whitman (1968-1969)
- Annie Bird (1968-1969)
- Val Shaw (1968-1969)
- Mark Jenkins (2005-2011)

## Discographie
- 1969 : An Electric Storm
- 1974 : White Noise 2 - Concerto for Synthesizer
- 1980 : White Noise 3 - Re-Entry
- 1990 : White Noise 4 - Inferno
- 2000 : White Noise 5 - Sound Mind
- 2006 : White Noise 5.5 - White Label